# NGC 5622
NGC 5622 é uma galáxia espiral (Sb) localizada na direcção da constelação de Boötes. Possui uma declinação de +48° 33' 52" e uma ascensão recta de 14 horas, 26 minutos e 12,0 segundos.
A galáxia NGC 5622 foi descoberta em 15 de Maio de 1787 por William Herschel.